# Les Évadés de l'an 4000
Affilié au merveilleux scientifique, Les Évadés de l'an 4000 est un roman de l'écrivain français Jacques Spitz, paru en 1936 aux éditions Gallimard. L'intrigue de ce roman est essentiellement fondée sur un changement climatique subi par l'humanité.
Le réalisateur français Marcel Carné avait prévu d'adapter ce récit pour le cinéma en 1941, mais le projet fut finalement abandonné.

## Génèse de l'œuvre

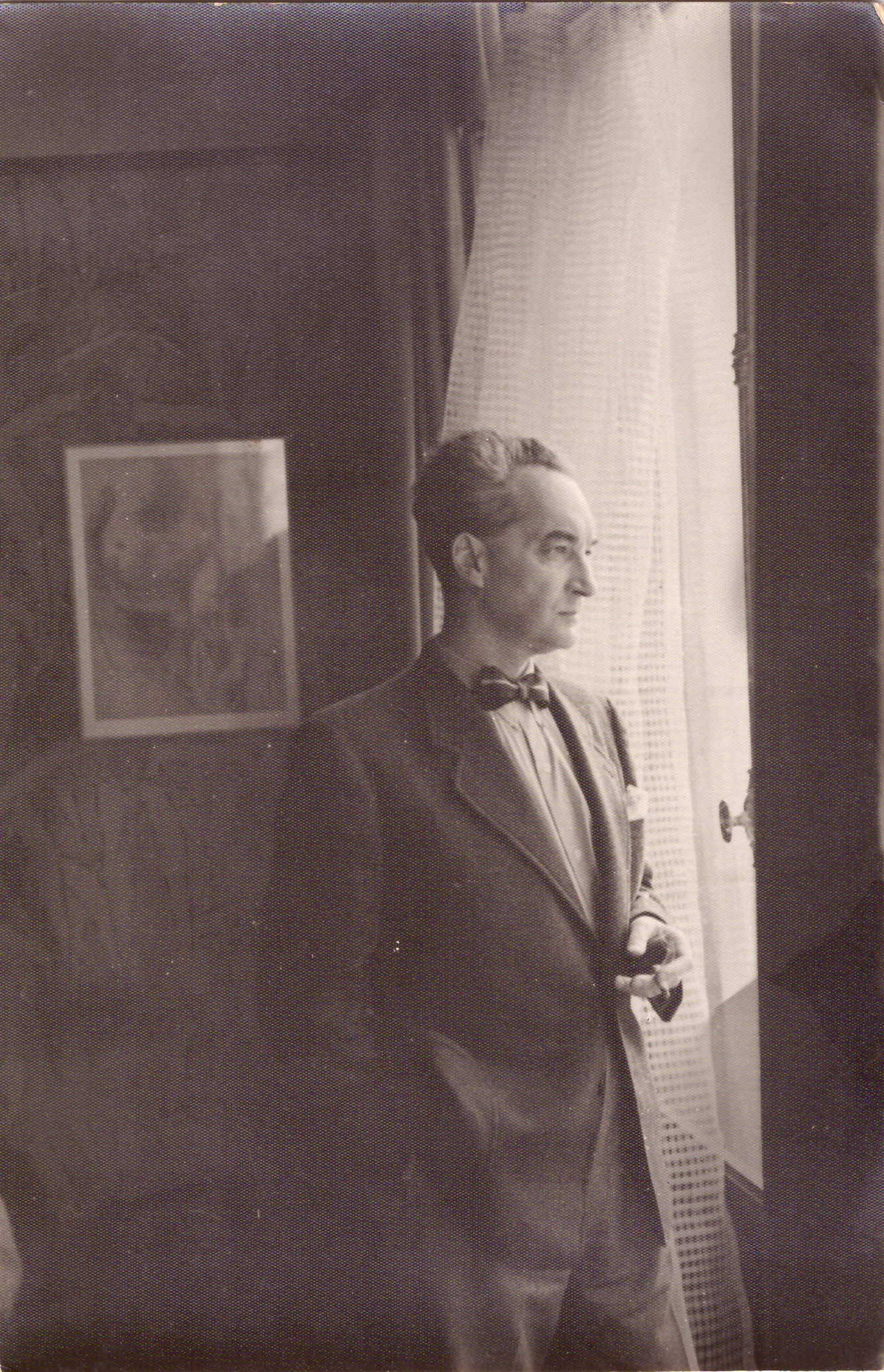
Jacques Spitz

Jacques Spitz (1896 - 1963) est un écrivain assez méconnu. Il reste pourtant un des écrivains majeurs de la littérature de la science-fiction française durant la première décennie du XXe siècle. 
Ces trois premiers romans, L'Agonie du globe (1935), Les Évadés de l'an 4000 (1936) et La Guerre des mouches se présentent comme trois exemples possibles de la fin de l'humanité. Le style mais surtout le fond reste sombre et très pessimiste avec des savant plus ou moins fous, des invasions et finalement, un effondrement total de l'humanité.

## Description

### Résumé
Dans le futur, la surface de la Terre subit progressivement un affaiblissement du rayonnement solaire débuté en 2006. Les calottes glaciaires des pôles se sont approchées de l'équateur et l'humanité a dû se réfugier dans les sous-sols de la planète afin de poursuivre son existence tant bien que mal. Alors que l'activité solaire continue de décroitre, les autorités, face à l’urgence, adoptent des lois d’exception réduisant ainsi les dernières libertés et deux solutions sont possibles : soit les humains sont obligés de s'enfoncer encore plus profondément sous terre, soit de prendre le chemin de planètes plus rapprochées du Soleil et donc plus hospitalières. 
Les partisans de ces deux solutions : « troglodyte » et « astronautique » s'affrontent et finalement, la solution astronautique l'emporte, mais un seul couple d'humains pourra quitter la Terre pour s'installer sur la planète Vénus, donnant à cette histoire un aspect autant sentimental que philosophique,.

### Personnages
- Evy de la Condamine, la fille du président mondial
- Pat Sandersen, pilote de vaisseau spatial, son ami
- Wasserman

## Thèmes abordés
Le titre de ce roman annonce clairement qu’il s’agit d’une une dystopie, le régime politique décrit durant le récit étant celui d’une autorité impitoyable qui applique un partage la société entre classe dominante et classe dominée d'humains enfouis au plus profond de la terre. La fin du récit est cependant moins sombre et inverse le processus en décrivant une future société possiblement idyllique créé par des humains ayant fui cet Enfer pour un nouveau Paradis avec une référence religieuse en filigrane.

## Réception et critiques
L'œuvre de Jacques Spitz bénéficie d'une critique élogieuse de la part de l'écrivain Robert Brasillach dans l'édition du 10 juin 1938 du journal Gringoire. Alors encore proche de Charles Maurras, Brasillach reconnait la grande qualité des romans d'anticipation de Spitz, genre qu'il juge pourtant « fort ennuyeux et facile » (notamment en évoquant H. G. Wells). S'il reconnait L'Agonie du globe comme un chef-d'œuvre et se déclare impressionné par l'intrigue de La Guerre des mouches. Par contre, il est nettement plus dubitatif en ce qui concerne Les Évadés de l'an 4000, le récit, selon lui, pouvant être agréable mais il lui semble parfaitement non crédible. Le romancier d'extrême droite termine sa critique par ces mots : « Le roman fantastique est le dernier refuge du naturalisme. ».

La revue mensuelle de tous les livres français, dans son édition de septembre 1936, présente un article élogieux à l'occasion de la parution du livre : 
« Le livre inaugure brillamment une série de romans où [...] l'anticipation, le merveilleux scientifique et l'humour se mêleront pour remettre en faveur, en le renouvelant, le genre divertissant et passionnant illustré par Jules Verne et Wells. »

## Projet d'adaptation au cinéma

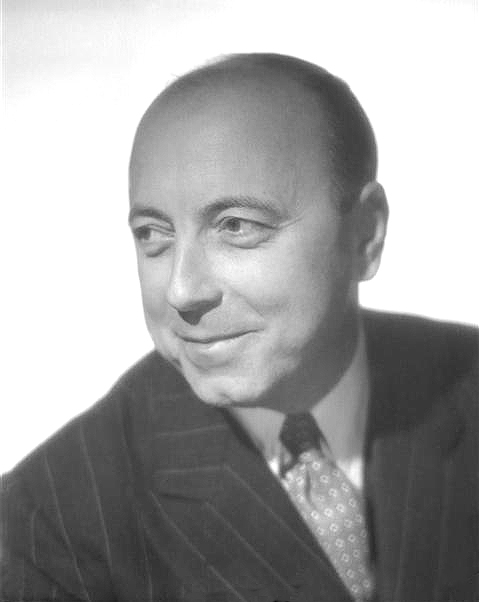
Marcel Carné en 1950

En 1941, le réalisateur français Marcel Carné prévoit d'adapter ce roman au cinéma en préparant le tournage d'un film au titre identique. Ce projet s'articulait sur des dialogues de Jean Anouilh, une musique d'Arthur Honegger et des costumes dessinés par Jean Cocteau. Il voulait faire débuter Jean Marais au cinéma, après son succès théâtrale dans Les Parents terribles.  
Produit par la Continental-Films, société de production cinématographique française mais financée par des capitaux allemands et créée, en fait, par le gouvernement nazi, Carné finira par refuser de le tourner. En fait, Marcel Carné finira par réussir à rompre le contrat qui le liait au directeur de production Alfred Greven et ne réalisera aucun film pour cette société.

## Éditions
- Gallimard, coll. « Les Romans fantastiques », 1936 ; rééd. 1948